# Liste der Einheiten der Allen-M.-Sumner-Klasse
Dies ist eine Übersicht über alle Zerstörer der Allen-M.-Sumner-Klasse und die Minenleger der daraus abgeleiteten Robert-H.-Smith-Klasse sowie deren Dienstzeit, Umbauten und Schicksale.
| Einheit                       | Bauwerft                                 | In Dienst          | Umbau                        | Außer Dienst       | Verbleib/Schicksal |
| ----------------------------- | ---------------------------------------- | ------------------ | ---------------------------- | ------------------ | --- |
| Allen M. Sumner (DD-692)      | Federal Shipbuilding and Drydock Company | 26. Januar 1944    | FRAM-II-Umbau 1961           | 15. August 1973    | verschrottet |
| Moale (DD-693)                | Federal Shipbuilding and Drydock Company | 28. Februar 1944   | FRAM-II-Umbau 1961           | 2. Juli 1973       | verschrottet |
| Ingraham (DD-694)             | Federal Shipbuilding and Drydock Company | 10. März 1944      | FRAM-II-Umbau 1961           | 15. Juni 1971      | als Miaoulis (D211) an Griechenland                                                                                                |
| Cooper (DD-695)               | Federal Shipbuilding and Drydock Company | 27. März 1944      |                              |                    | am 3. Dezember 1944 vor Leyte versenkt                                                                                             |
| English (DD-696)              | Federal Shipbuilding and Drydock Company | 4. Mai 1944        |                              | 15. Mai 1970       | als Huei Yang (DD-6) an Taiwan |
| Charles S. Sperry (DD-697)    | Federal Shipbuilding and Drydock Company | 17. Mai 1944       | FRAM-II-Umbau 1960           | 15. Dezember 1973  | als Ministro Zenteno an Chile |
| Ault (DD-698)                 | Federal Shipbuilding and Drydock Company | 31. Mai 1944       | FRAM-II-Umbau 1962           | 16. Juli 1973      | verschrottet |
| Waldron (DD-699)              | Federal Shipbuilding and Drydock Company | 7. Juni 1944       | FRAM-II-Umbau 1962           | 30. Oktober 1973   | als Santander (DD-03) an Kolumbien                                                                                                 |
| Haynsworth (DD-700)           | Federal Shipbuilding and Drydock Company | 22. Juni 1944      |                              | 30. Januar 1970    | als Yuen Yang (DD-5) an Taiwan |
| John W. Weeks (DD-701)        | Federal Shipbuilding and Drydock Company | 21. Juli 1944      |                              | 12. August 1970    | als Zielschiff versenkt |
| Hank (DD-702)                 | Federal Shipbuilding and Drydock Company | 28. August 1944    |                              | 1. Juli 1972       | als Segui an Argentinien |
| Wallace L. Lind (DD-703)      | Federal Shipbuilding and Drydock Company | 8. September 1944  | FRAM-II-Umbau 1962           | 4. Dezember 1973   | als Dae Gu (DD-917) an Südkorea |
| Borie (DD-704)                | Federal Shipbuilding and Drydock Company | 21. September 1944 | FRAM-II-Umbau 1962           | 1. Juli 1972       | als Hipólito Bouchard (D-26) an Argentinien                                                                                        |
| Compton (DD-705)              | Federal Shipbuilding and Drydock Company | 4. November 1944   |                              | 17. September 1972 | als Mato Grosso an Brasilien |
| Gainard (DD-706)              | Federal Shipbuilding and Drydock Company | 23. November 1944  |                              | 26. Februar 1971   | verschrottet |
| Soley (DD-707)                | Federal Shipbuilding and Drydock Company | 7. Dezember 1944   |                              | 13. Februar 1970   | als Zielschiff versenkt |
| Harlan R. Dickson (DD-708)    | Federal Shipbuilding and Drydock Company | 17. Februar 1945   |                              | 1. Juli 1972       | verschrottet |
| Hugh Purvis (DD-709)          | Federal Shipbuilding and Drydock Company | 1. März 1945       | FRAM-II-Umbau 1960           | 15. Juni 1972      | als Zafer an die Türkei |
| Barton (DD-722)               | Bath Iron Works                          | 30. Dezember 1943  |                              | 20. September 1968 | als Zielschiff versenkt |
| Walke (DD-723)                | Bath Iron Works                          | 21. Januar 1944    | FRAM-II-Umbau 1961           | 30. November 1970  | verschrottet |
| Laffey (DD-724)               | Bath Iron Works                          | 8. Februar 1944    | FRAM-II-Umbau 1962           | 29. März 1975      | Museumsschiff |
| O’Brien (DD-725)              | Bath Iron Works                          | 25. Februar 1944   | FRAM-II-Umbau 1961           | 10. Februar 1972   | als Zielschiff versenkt |
| Meredith (DD-726)             | Bath Iron Works                          | 14. März 1944      |                              |                    | am 7. Juni 1944 vor der Seinemündung auf Seemine gelaufen und am 9. Juni gesunken Wrack am 5. August 1960 gehoben und verschrottet |
| De Haven (DD-727)             | Bath Iron Works                          | 31. März 1944      | FRAM-II-Umbau 1960           | 1971               | als Incheon (DD-98) an Südkorea |
| Mansfield (DD-728)            | Bath Iron Works                          | 14. April 1944     | FRAM-II-Umbau 1960           | 4. Februar 1971    | als Ersatzteilspender an Argentinien                                                                                               |
| Lyman K. Swenson (DD-729)     | Bath Iron Works                          | 2. Mai 1944        | FRAM-II-Umbau 1961           | 12. Februar 1971   | als Ersatzteilspender an Taiwan |
| Collett (DD-730)              | Bath Iron Works                          | 16. Mai 1944       | FRAM-II-Umbau 1960           | 18. Dezember 1970  | als Piedra Buena an Argentinien |
| Maddox (DD-731)               | Bath Iron Works                          | 2. Juni 1944       |                              | 1969               | als Po Yang (DD-10) an Taiwan |
| Hyman (DD-732)                | Bath iron Works                          | 16. Juni 1944      |                              | 1969               | verschrottet |
| Mannert L. Abele (DD-733)     | Bath Iron Works                          | 4. Juli 1944       |                              |                    | am 12. April 1945 vor Okinawa durch eine Ohka versenkt                                                                             |
| Purdy (DD-734)                | Bath Iron Works                          | 18. Juli 1944      |                              | 1973               | verschrottet |
| Robert H. Smith (DD-735)      | Bath Iron Works                          | 29. Januar 1947    | Umbau zum Minenleger (DM-23) | 26. Februar 1971   | verschrottet |
| Thomas E. Fraser (DD-736)     | Bath Iron Works                          | 22. August 1944    | Umbau zum Minenleger (DM-24) | 12. September 1955 | verschrottet |
| Shannon (DD-737)              | Bath Iron Works                          | 8. September 1944  | Umbau zum Minenleger (DM-25) | 24. Oktober 1955   | verschrottet |
| Harry F. Bauer (DD-738)       | Bath Iron Works                          | 22. September 1944 | Umbau zum Minenleger (DM-26) | 12. März 1956      | verschrottet |
| Adams (DD-739)                | Bath Iron Works                          | 10. Oktober 1944   | Umbau zum Minenleger (DM-27) | 29. Januar 1947    | verschrottet |
| Tolman (DD-740)               | Bath Iron Works                          | 27. Oktober 1944   | Umbau zum Minenleger (DM-28) | 29. Januar 1947    | verschrottet |
| Drexler (DD-741)              | Bath Iron Works                          | 14. November 1944  |                              |                    | am 28. Mai 1945 von Kamikaze vor Okinawa versenkt                                                                                  |
| Blue (DD-744)                 | Bethlehem Steel, Staten Island           | 20. März 1944      | FRAM-II-Umbau 1961           | 27. Januar 1971    | als Zielschiff versenkt |
| Brush (DD-745)                | Bethlehem Steel, Staten Island           | 17. April 1944     |                              | 27. Oktober 1969   | als Hsiang Yang (DD-1) an Taiwan                                                                                                   |
| Taussig (DD-746)              | Bethlehem Steel, Staten Island           | 20. Mai 1944       | FRAM-II-Umbau 1962           | 1. Dezember 1970   | als Lo Yang (DD-14) an Taiwan |
| Samuel N. Moore (DD-747)      | Bethlehem Steel, Staten Island           | 24. Juni 1944      |                              | 24. Oktober 1969   | als Heng Yang (DD-2) an Taiwan |
| Harry E. Hubbard (DD-748)     | Bethlehem Steel, Staten Island           | 22. Juli 1944      |                              | 17. Oktober 1969   | verschrottet |
| Henry A. Wiley (DD-749)       | Bethlehem Steel, Staten Island           | 31. August 1944    | Umbau zum Minenleger (DM-29) | 29. Januar 1947    | verschrottet |
| Shea (DD-750)                 | Bethlehem Steel, Staten Island           | 30. September 1944 | Umbau zum Minenleger (DM-30) | 9. April 1958      | verschrottet |
| J. William Ditter (DD-751)    | Bethlehem Steel, Staten Island           | 28. Oktober 1944   | Umbau zum Minenleger (DM-31) | 28. September 1945 | verschrottet |
| Alfred A. Cunningham (DD-752) | Bethlehem Steel, Staten Island           | 23. November 1944  | FRAM-II-Umbau 1961           | 24. Februar 1971   | als Zielschiff versenkt |
| John R. Pierce (DD-753)       | Bethlehem Steel, Staten Island           | 30. Dezember 1944  |                              | 7. Januar 1973     | verschrottet |
| Frank E. Evans (DD-754)       | Bethlehem Steel, Staten Island           | 3. Februar 1945    | FRAM-II-Umbau 1961           |                    | am 3. Juni 1969 bei Kollision mit der Melbourne gesunken                                                                           |
| John A. Bole (DD-755)         | Bethlehem Steel, Staten Island           | 3. März 1945       | FRAM-II-Umbau 1962           | 6. November 1970   | als Ersatzteilspender an Taiwan |
| Beatty (DD-756)               | Bethlehem Steel, Staten Island           | 31. März 1945      |                              | 14. Juli 1972      | als Carabobo an Venezuela |
| Putnam (DD-757)               | Bethlehem Steel, San Francisco           | 12. Oktober 1944   | FRAM-II-Umbau 1963           | 6. August 1973     | verschrottet |
| Strong (DD-758)               | Bethlehem Steel, San Francisco           | 8. März 1945       | FRAM-II-Umbau 1962           | 31. Oktober 1973   | als Rio Grande do Norte (D-37) an Brasilien                                                                                        |
| Lofberg (DD-759)              | Bethlehem Steel, San Francisco           | 26. April 1945     | FRAM-II-Umbau 1962           | 15. Januar 1971    | als Ersatzteilspender an Taiwan |
| John W. Thomason (DD-760)     | Bethlehem Steel, San Francisco           | 11. Oktober 1945   | FRAM-II-Umbau 1960           | 8. Dezember 1970   | als Nan Yang (DD-15) an Taiwan |
| Buck (DD-761)                 | Bethlehem Steel, San Francisco           | 28. Juni 1946      | FRAM-II-Umbau 1962           | 16. Juli 1973      | als Alagoas an Brasilien |
| Henley (DD-762)               | Bethlehem Steel, San Francisco           | 8. Oktober 1946    |                              | 2. Juli 1973       | verschrottet |
| Lowry (DD-770)                | Bethlehem Steel, San Pedro               | 23. Juli 1944      | FRAM-II-Umbau 1960           | 29. Oktober 1973   | als Espirito Santo an Brasilien |
| Lindsey (DD-771)              | Bethlehem Steel, San Pedro               | 20. August 1944    | Umbau zum Minenleger (DM-32) | 25. Mai 1946       | verschrottet |
| Gwin (DD-772)                 | Bethlehem Steel, San Pedro               | 30. September 1944 | Umbau zum Minenleger (DM-33) | 3. April 1958      | als Muavenet (DM-357) in die Türkei                                                                                                |
| Aaron Ward (DD-773)           | Bethlehem Steel, San Pedro               | 28. Oktober 1944   | Umbau zum Minenleger (DM-34) | 28. September 1945 | verschrottet |
| Hugh W. Hadley (DD-774)       | Bethlehem Steel, San Pedro               | 25. November 1944  |                              | 25. Dezember 1945  | verschrottet |
| Willard Keith (DD-775)        | Bethlehem Steel, San Pedro               | 27. Dezember 1944  |                              | 1. Juli 1972       | als Caldas (DD-02) an Kolumbien |
| James C. Owens (DD-776)       | Bethlehem Steel, San Pedro               | 17. Februar 1945   | FRAM-II-Umbau 1960           | 15. Juli 1973      | als Sergipe an Brasilien |
| Zellars (DD-777)              | Todd Pacific Shipyards, Seattle          | 25. Oktober 1944   | FRAM-II-Umbau 1960           | 19. März 1971      | als Babr (DDG-7) an den Iran |
| Massey (DD-778)               | Todd Pacific Shipyards, Seattle          | 24. November 1944  | FRAM-II-Umbau 1960           | 1969               | |
| Douglas H. Fox (DD-779)       | Todd Pacific Shipyards, Seattle          | 26. Dezember 1944  | FRAM-II-Umbau 1962           | 15. Dezember 1973  | als Ministro Portales (DD-17) an Chile                                                                                             |
| Stormes (DD-780)              | Todd Pacific Shipyards, Seattle          | 27. Januar 1945    | FRAM-II-Umbau 1961           | 5. Dezember 1970   | als Palang (DDG-9) an den Iran |
| Robert K. Huntington (DD-781) | Todd Pacific Shipyards, Seattle          | 3. März 1945       | FRAM-II-Umbau 1960           | 31. Oktober 1973   | als Falcon an Venezuela |
| Bristol (DD-857)              | Bethlehem Steel, San Pedro               | 17. März 1945      |                              | 21. November 1969  | als Hua Yang (DD-3) an Taiwan |